# Garilak 26 (banda)
Garilak 26 es un grupo de pop, música vasca y romería euskaldun. El término Garilak 26, que da nombre al grupo, significa «26 de Julio» en euskera dialecto vizcaíno. El grupo se caracteriza por el uso de instrumentos tradicionales vascos en canciones actuales.

## Historia del grupo
Garilak 26 es un grupo vizcaíno de romería que nació a finales del 2011. Garilak 26 ya se ha hecho su hueco en Euskal Herria, con más de 200 conciertos a sus espaldas, alegrando y haciendo bailar a cada plaza. En 2016 la banda dio un salto a nuevos escenarios y experiencias, tocando en Irlanda y Alemania.
Garilak 26, a pesar de ser un grupo de romería, en 2014 compuso dos canciones: «Kanpomartxo» (para la fiesta anual a favor del euskera celebrada en Erandio) y «Mende laurden» (canción que celebra los 25 años de la comparsa Eguzkizaleak). En 2016 da un salto y publica su primer álbum con canciones propias, Adrenalinaren zain.
El álbum cuenta con colaboraciones, como las de Xabi Solano (Esne Beltza), Pello Reparaz (Vendetta) y Zuriñe Hidalgo (Hesian), entre otros. Adrenalinaren zain trata sobre el deseo y la sensualidad, los prejuicios sociales la lucha feminista y la iniciativa Gure Esku Dago, con guiño incluido a Mikel Laboa y su «Txoria txori».

## Componentes
- Maria Redondo - Voz
- Iker Álvarez - Guitarra eléctrica y acústica
- Joanes Garmendia - Bajo (guitarra)
- Maddi Elortza - Trikitixa
- Eneko Benito - Alboka/Albokote
- Ieltxu Gimenez - Batería

## Discografía
* Adrenalinaren zain (2016)

| N.º | Título                  | Duración |  |
| 1.  | «Adrenalinaren zain»    |          |  |
| 2.  | «Txoko iluna»           |          |  |
| 3.  | «Bi nota»               |          |  |
| 4.  | «Pertsona naiz»         |          |  |
| 5.  | «Bizirik gauden artean» |          |  |
| 6.  | «Agur»                  |          |  |
| 7.  | «Mende laurden»         |          |  |